# Basiliche in Belgio
Elenco delle basiliche presenti in Belgio, in ordine alfabetico delle località:
- Anhée:
  - Abbazia di Maredsous (Decreto del 19.08.1888).
- Aubel:
  - Abbazia di Notre-Dame du Val-Dieu (Decreto del 26.07.1946)
- Beauraing:
  - Basilica della Vergine dal Cuore d'Oro (Decreto del 27.06.2012)
- Berchem:
  - Basilica del Sacro Cuore (Decreto del 29.01.1878)
- Bruges
  - Cattedrale di San Salvatore (Decreto del 01.07.1921)
  - Basilica del Santo Sangue (Decreto del 24.01.1923)
  - Abbazia di Sant’Andrea, Sint-Andries (Decreto del 04.08.1952)
- Chaudfontaine:
  - Basilica di Notre-Dame a Chèvremont, Vaux-sous-Chèvremont (Decreto dell'11.07.1928)
- Chièvres:
  - Basilica di Nostra Signora di Tongre, Tongre-Notre-Dame (Decreto del 27.04.1951)
- Dendermonde:
  - Basilica di San Pietro e Paolo (Decreto del 21.12.1938)
- Edegem:
  - Basilica di Nostra Signora di Lourdes (Decreto del 14.11.2008)
- Estinnes:
  - Abbazia di Bonne-Espérance, Vellereille-les-Brayeux (Decreto del 26.04.1957)
- Florenville:
  - Abbazia di Notre Dame d'Orval, Villers-devant-Orval (Decreto del 12.10.1939)
- Gand:
  - Basilica della Madonna di Lourdes, Oostakker (Decreto del 14.05.1924)
- Grimbergen:
  - Basilica abbaziale di San Servais (Decreto del 05.11.1998)
- Halle:
  - Basilica di San Martino (Decreto del 10.05.1946)
- Koekelberg:
  - Basilica del Sacro Cuore (Decreto del 28.01.1952)
- Hasselt:
  - La Basilica di Virga-Jessé (Decreto del 06.05.1998)
- Liegi:
  - Basilica di San Martino (Decreto del 09.05.1886)
- Malines:
  - Chiesa di Nostra Signora d'Hanswijk (Decreto del 03.08.1987)
- Moorslede:
  - Basilica di Nostra Signora di Dadizele (Decreto del 31.01.1882)
- Péruwelz:
  - Notre-Dame de Bonsecours, Bon-Secours (Decreto del 09.03.1910)
- Saint-Hubert:
  - Basilica dei Santi Pietro e Paolo (Decreto del 20.04.1927)
- Scherpenheuvel-Zichem:
  - Basilica di Nostra Signora di Scherpenheuvel (Decreto del 22.02.1922)
- Sint-Truiden:
  - Basilica di Nostra Signora, Kortenbos (Decreto del 08.01.1936)
- Tongeren:
  - Basilica di Nostra Signora (Decreto del 25.11.1930)
- Vilvoorde:
  - Basilica di Nostra Signora della Consolazione (Decreto del 01.03.2006)
- Walcourt:
  - Basilique Saint-Materne (Decreto del 13.05.1950)
- Wavre:
  - Basilica di Nostra Signora della Pace e della Concordia (Decreto del 28.07.1999)